# 格倫伍德 (馬里蘭州哈福德縣)
格倫伍德（英語：Glenwood）是位於美國馬里蘭州哈福德縣的一個非建制地區。

## 地理
格倫伍德所處的海拔為高於海平面92米（即302英呎），而該地所採用的時區為UTC-5，即北美东部時區（EST）。同時該地設有夏令時間，為UTC-5調快一小時，即UTC-4（EDT）。